# Neapol
Neapol (italsky Napoli), správní středisko metropolitního města Napoli (územně-správní celek srovnatelný s italskými provinciemi) a regionu Kampánie, je třetí největší město Itálie. Ve městě žije přibližně 913 tisíc obyvatel, zatímco celé Metropolitní město Neapol mělo v roce 2017 3 315 320 obyvatel. Nepřetržitě budovaná metropolitní oblast (která sahá za hranice Metropolitního města Neapol) je druhá nebo třetí největší metropolitní oblast v Itálii a jedno z nejlidnatějších měst v Evropě.
„Svůdné město“, podle slov Vittoria de Sicy ve filmu z roku 1954 „Neapolský záliv (La baia di Napoli)“, je mnohými lidmi považováno za jedno z nejkrásnějších měst Itálie. Leží v Neapolském zálivu, mezi Vesuvem a sopečnou kalderou Campi Flegrei. Historické jádro města, s obzvlášť velkým historickým a architektonickým významem, je cílem domácího i mezinárodního turismu. V roce 1995 bylo zapsáno do seznamu světového dědictví UNESCO.
Neapolské panorama, stejně jako zdejší typické produkty, se počítají mezi nejznámější symboly Itálie v obecném povědomí.
Jméno města pochází ze staré řečtiny, kde νέα πόλις, nea polis znamená „nové město“.

## Dějiny
Historie Neapole je dlouhá a pestrá, oblast byla osídlena již od doby kamenné. První řecké osady byly založeny v oblasti Neapole v 2. tisíciletí př. n. l. Na konci řeckého temného období zde kolem 9.–8. století př. n. l. prosperovala větší pevninská kolonie, původně zvaná Parthenopé. Tato řecká kolonie byla obnovena jako Neapolis („nové město“) v 6. století př. n. l. a hrála potom důležitou roli ve Velkém Řecku, tj. společenství řeckých osad na Apeninském poloostrově.
Řecká kultura v Neapoli byla důležitá pro pozdější římskou společnost. Když se město stalo součástí římské republiky v její centrální provincii, rozvinulo se jako důležité kulturní centrum. Příkladem politické a kulturní svobody v Neapoli je Vergilius. Neapol je mikrokosmem evropských dějin, protože viděla několik civilizací přicházet a odcházet, přičemž každá v ní zanechala stopy také v oblasti umění a architektury. Byla postupně hlavním městem vévodství, království a říše a byla prvořadým kulturním centrem, zejména během renesance a humanismu v 17. až 19. století. Během neapolské války Neapol podporovala sjednocení Itálie.

### Řecké a římské období

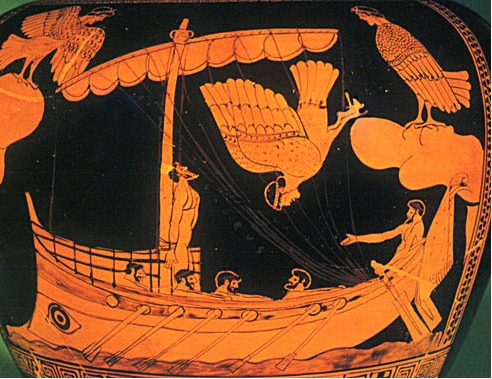
Odysseus a siréna Parthenopé, mytologická zakladatelka Neapole.

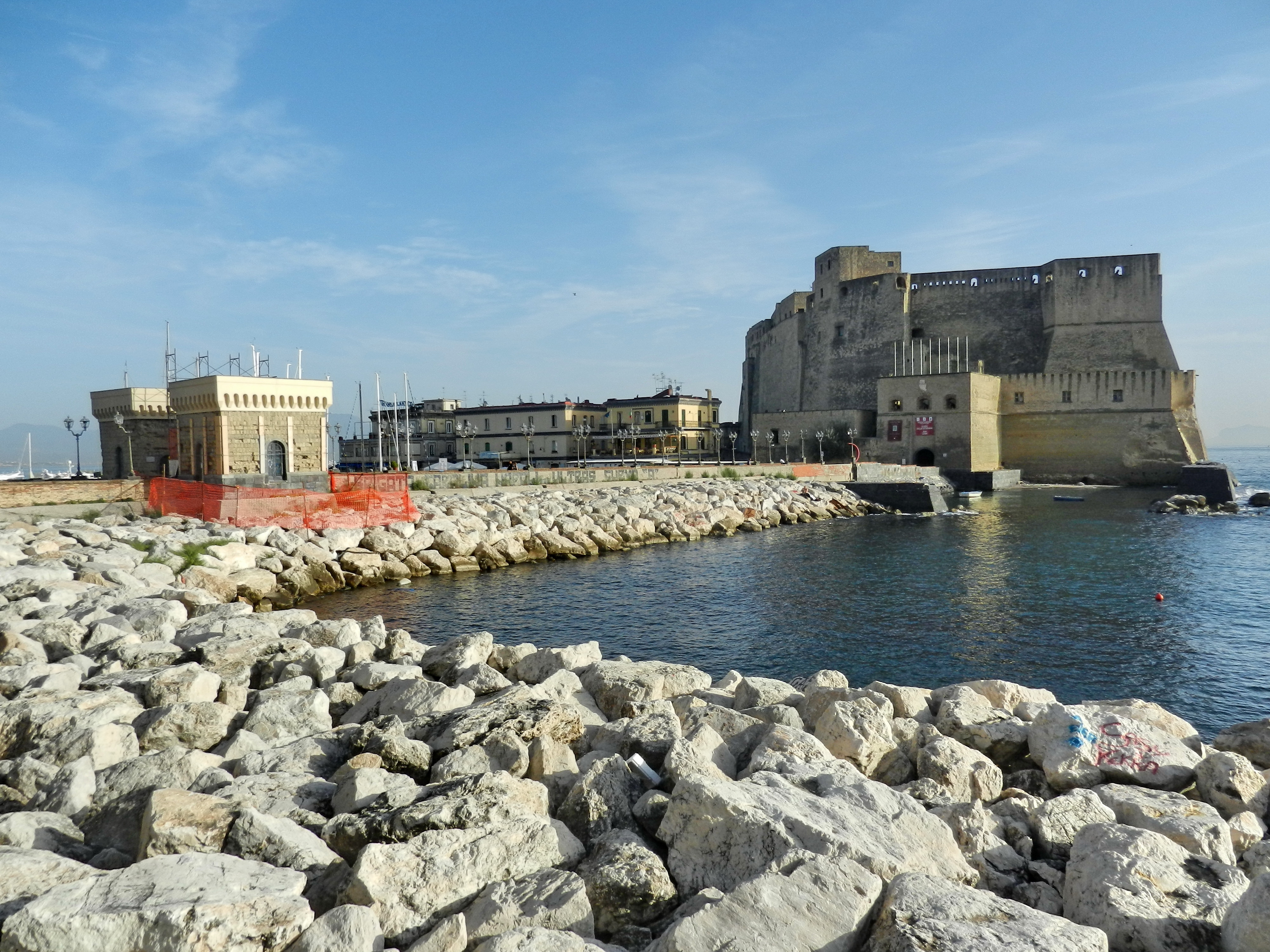
Ostrov Megaride: místo, kde se řečtí osadníci pravděpodobně usadili v 7. století př. n. l.; na tomto místě je nyní Castel dell'Ovo

První řecké osady vznikaly na území dnešní Neapole ve 2. tisíciletí př. n. l. Prvním předchůdcem dnešního města byla kolonie Parthenopé, založená na kopci Pizzofalcone (dnes Monte Echia) kolem roku 700 př. n. l. obyvateli z nedalekých řeckých Kúm. Parthenopé bylo v řecké mytologii jméno sirény. Mýtus vypráví, že ji moře mrtvou vyplavilo na břeh u skalnatého ostrůvku Megaride (dnes spojeného sypanou hrází s pevninou). Stalo se tak poté, co se do jeho vln vrhla, když se jí nepodařilo očarovat svou písní Odyssea. Parthenopé zde byla pohřbena a na jejím hrobě byl slaven její kult s každoročními dary a oběťmi býků. Město se brzy se svou mateřskou metropolí Kúmami rozešlo a stalo se jejím konkurentem. Potom však Partenopé zažilo úpadek pod hegemonií Etrusků v Kampánii během 5. století př. n. l.
Nedávné archeologické objevy podávají svědectví, že již v 6. století př. n. l. (ne až v roce 470 př. n. l. po bitvě u Kúm, jak se soudilo dříve) bylo město obnoveno a nová městská osada Neapolis (v klasické řečtině Νεάπολις) byla založena ve vnitrozemí. Ta se nakonec stala jedním z předních měst ve Velkém Řecku. Prvotní centrum Parthenopé na kopci Pizzofalcone se začalo nazývat prostě Palaipolis (latinsky: Palaepolis), „staré město“. Nejpozději v době 2. punské války již byla Neapolis silně opevněna, takže kartaginský vojevůdce Hannibal musel od města, které v té době bylo spojencem Říma, odtáhnout. Dalšími významnými stavbami ve městě byly Odeon, divadlo a chrám městských patronů Dioskúrů, božských dvojčat Kastóra a Polydeuka. Ačkoli byla Neapolis podmaněna nejprve Samnity během 5. století př. n. l. a poté Římany, zachovala si dlouho svou řeckou kulturu (významným pozůstatkem řeckého vlivu je též skutečnost, že se moderní Neapolitáni stále označují jako Partenopei, „Parthenopejci“).
V roce 326 př. n. l. v průběhu samnitských válek Římané dobyli Neapol. V římské době bylo město prosperujícím střediskem helénistické kultury, která přitahovala Římany, kteří chtěli zdokonalit svou znalost řecké kultury. Příjemné klima z něj činilo známé letovisko, o kterém se zmiňuje Vergilius. Město se pyšnilo četnými luxusními vilami, které lemovaly pobřeží od Pozzuolijského zálivu až po Sorrentský poloostrov. Dnešní rezidenční čtvrť Posillipo na severním pobřeží Neapolského zálivu převzala své jméno od ruin Villy Pausílypon, což znamená v řečtině „pauza“ nebo „odpočinek od starostí“. Římané propojili město se zbytkem Itálie svými slavnými silnicemi, a také vyhloubenými horizontálními průchody, které propojily Neapol s Pozzuoli, rozšířili přístav a přidali veřejné lázně a akvadukty ke zlepšení kvality života v Neapoli. Ve městě se také konalo mnoho oslav svátků a různých společenských a sportovních akcí. V průběhu staletí hostila Neapol několik římských císařů, kteří zde trávili své volné chvíle mezi vládnutím, zmiňován bývá pobyt císařů Tiberia a Claudia. Roku 476 n. l. byl poslední nominální císař západořímské říše Romulus Augustus) sesazen germánským králem Odoakrem z kmene Skirů a uvězněn v Castel dell'Ovo.
Podle křesťanské legendy přišli svatí Petr a Pavel do města, aby kázali. Křesťané hráli významnou roli v pozdních letech římské říše a z té doby existuje několik pozoruhodných katakomb, zejména v severní části města. První křesťanské baziliky byly postaveny právě vedle vchodů do katakomb. Velmi populární patron města sv. Januárius (italsky: San Gennaro) byl sťat v roce 305 v nedalekém Pozzuoli a od 5. století byl připomínán bazilikou San Gennaro extra Moenia. Také katedrála v Neapoli je zasvěcena tomuto světci.
V průběhu 6. století Neapol značně trpěla během gótských válek mezi Ostrogóty a Byzantinci. V roce 536 se město rozhodlo vzdorovat byzantské invazi. Nicméně vojáci vojevůdce Belisaria město obsadili vniknutím do jeho akvaduktu. S vrtkavým válečným štěstím ve 40. letech 6. století nejprve ostrogótský král Totila donutil město kapitulovat vyhladověním při obléhání. Po kapitulaci s ním ale zacházel shovívavě. V 50. letech 6. století další významný byzantský vojevůdce Narses znovu připojil město k byzantské říši. Když v následujících letech Langobardové vtrhli do Itálie a značnou část jí dobyli, Neapol zůstala věrná Byzanci. V době langobardské invaze měla Neapol přibližně 30 000 až 35 000 obyvatel.

### Vévodství neapolské
Od počátku 7. století vláda nad Neapolí prošla složitým postupným vývojem od vévodství coby byzantské provincie (themy), kdy ducatus Neapolitanus byl vojenským velitelem města, přes polosamostatné vévodství na byzantské říši de facto nezávislé až po nezávislé vévodství s papežem jako svým suzerénem počínaje rokem 763.
V roce 615, za krátké vlády Giovanniho Consina, který si uzurpoval vévodský titul, se Neapol poprvé vzbouřila proti exarchovi z Ravenny, zplnomocněnému zástupci byzantského císaře v Itálii. Odpovědí na toto povstání byla první forma vévodství vytvořená ravennským exarchou Izákem Arménem v roce 638. Ale tento nový správní úředník pocházel ze zahraničí a zodpovídal se stratégovi sicilskému.
V roce 661 vládl v Neapoli se souhlasem císaře Konstanta II. vévoda Basileos, první vévoda narozený ve městě, jehož poddanost císaři se ale brzy stala pouze nominální. V roce 763 vévoda Štěpán II. vyměnil svou loajalitu vůči byzantskému císaři za poddanství papeži. V roce 840 vévoda Sergius I. učinil titul vévody dědičným a od té doby byla Neapol de facto naprosto nezávislá. V této době bylo město vojenským střediskem ovládaným hlavně aristokracií válečníků a vlastníků půdy, a to přesto, že bylo nuceno vzdát se značné části svých vnitrozemských území ve prospěch sousedních Langobardů. Na rozdíl od dalších měst na pobřeží Kampánie jako Amalfi a Gaeta nebyla Neapol obchodnickým městem, ale disponovala slušnou flotilou, která se zúčastnila bitvy u Ostie proti Saracénům v roce 849. V každém případě Neapol se neváhala spojit s nevěřícími, pokud se to ukázalo jako výhodné: kupříkladu v roce 836 požádala Neapol o podporu Saracény, aby odrazila obléhání langobardskými vojáky pocházejícími ze sousedního vévodství Benevento. Poté, co vzrostl význam neapolských vévodů za vlády vévody-biskupa Athanasia a jeho nástupců, mezi nimiž kupříkladu Řehoř IV. a Jan II. se zúčastnili bitvy na řece Garigliano v roce 915, ztrácela Neapol v 10. století na důležitosti, až byla dobyta svým tradičním rivalem, Pandulfem IV. z Capuy.
V roce 1027 daroval vévoda Sergius IV. hrabství Aversa skupině normanských žoldnéřů pod vedením Rainulfa Drengota, jehož podporu potřeboval ve válce s knížectvím Capua. Tehdy si vévoda nedokázal představit důsledky, ale toto prvotní normanské osídlení zahájilo proces, který nakonec vedl ke konci neapolské nezávislosti. Vévoda Sergius VII., poslední vládce nezávislých jihoitalských států, byl v roce 1137 přinucen ke kapitulaci Rogerem II. Sicilským. Sedm let před tím se Roger sám prohlásil za krále Sicílie. Pod novými vládci bylo město spravováno compalazzem (palatinem), s pouze malou nezávislostí ponechanou neapolskému patriciátu. V tomto období mělo město Neapol 30 000 obyvatel a bylo vydržováno svými državami ve vnitrozemí. Obchod byl převážně delegován na cizince, zejména z Pisy a Janova. S výjimkou kostela San Giovanni a Mare byly normanské stavby v Neapoli většinou sekulární, zejména hrady (Castel Capuano a Castel dell'Ovo), hradby a opevněné brány.

### Normané, Hohenštaufové a Anjouovci

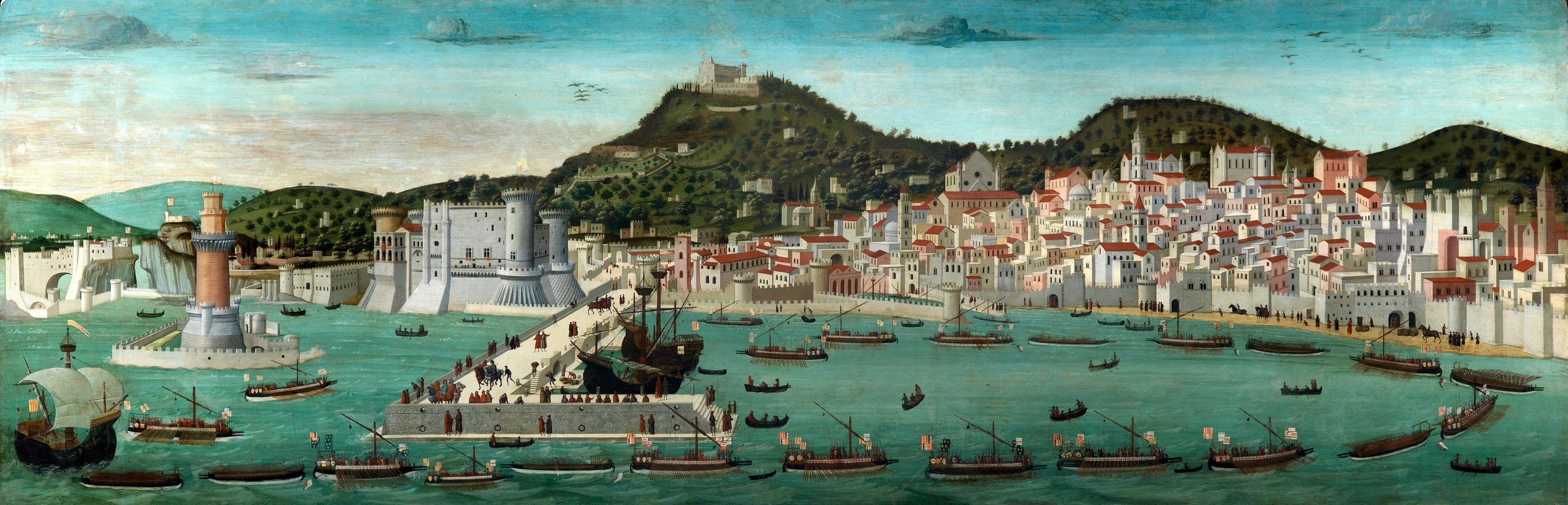
Neapol v 15. století

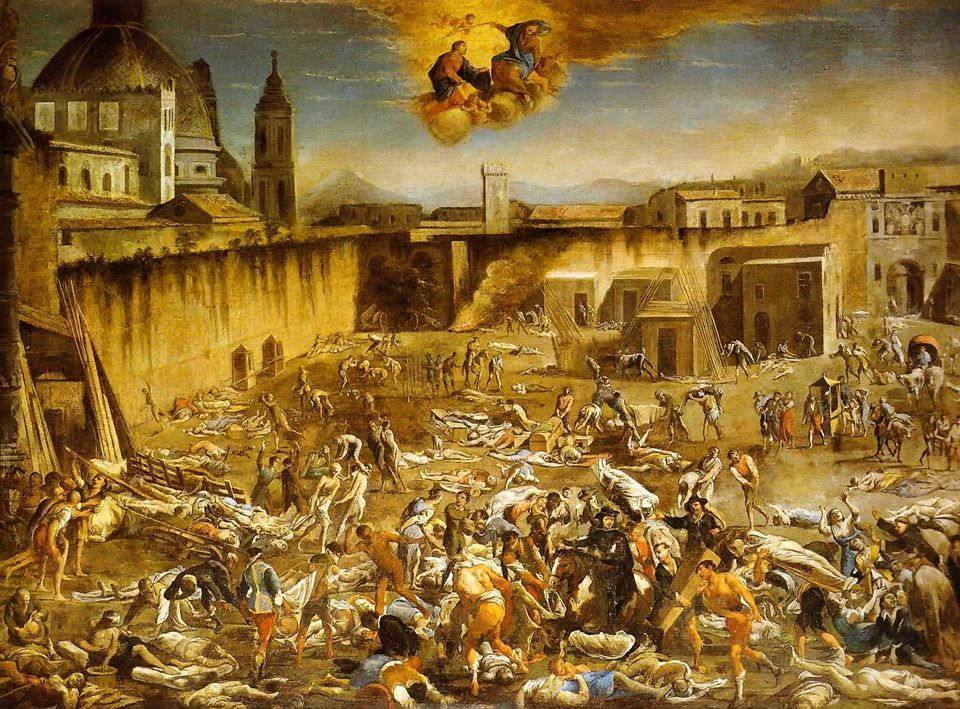
Morová epidemie v Neapoli roku 1657

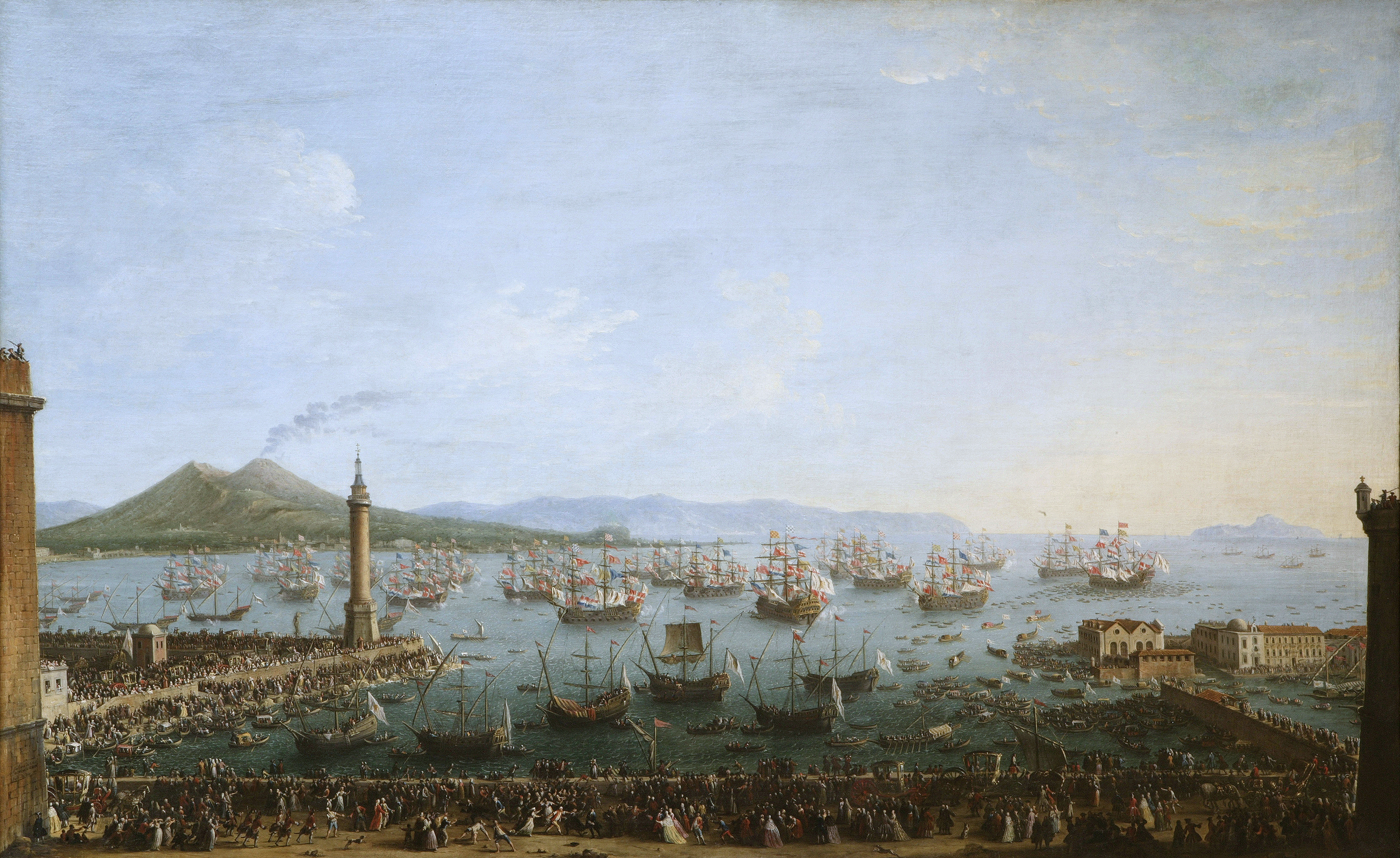
Král Karel III. Španělský odplouvá z Neapole do Španělska roku 1759

Když v roce 1137 dobyli Neapol Normané, vévodství zrušili a město připojili ke Království sicilskému s hlavním městem Palermem, takže Neapol se dostala mimo centrum politické moci. Normanská dynastie Hauteville v přímé linii vymřela po meči smrtí sicilského krále Viléma II. v roce 1189. Vilém II. se před svou smrtí zavázal, že pokud zemře bez dědiců, přejde následnictví na jeho tetu Konstancii Sicilskou, manželku syna císaře Fridricha I. Barbarossy, Jindřicha. Získat sicilskou korunu bylo pro Jindřicha ale složitější – jihoitalští šlechtici si vybrali za krále Tankreda, vévodu z Lecce a vnuka sicilského krále Rogera II. Pět let trvalo Jindřichovi, než zlomil odpor normanských elit, a Sicilské království a město Neapol připadlo německému císařskému rodu Štaufů. Císař Fridrich II. Štaufský v roce 1224 založil Neapolskou univerzitu jako první univerzitu, založenou panovníkem. V roce 1266 papež postoupil sicilské království Anjouovcům (vedlejší větvi francouzského královského rodu Kapetovců), kteří přenesli hlavní město z Palerma do Neapole. Tento přesun hlavního města a přílišné množství daní způsobily nespokojenost sicilského obyvatelstva, které se v roce 1282 vzbouřilo v povstání známém jako Sicilské nešpory (vespri siciliani). V roce 1284 aragonský král Petr III., jenž uzavřel spojenectví se Sicilany, připojil ostrov ke svému království. Roku 1442 Aragonci dobyli také Království neapolské.
Roku 1501 bylo Neapolské království dobyto Španěly. V průběhu válek o dědictví španělské ovládlo Neapol Rakousko (1707) a vlastnilo ji až do roku 1734, kdy se království stalo opět nezávislým. Pod vládou rodu Bourbonů se Neapol stala jednou z nejdůležitějších evropských metropolí. Ke konci 18. století byla Neapol dobyta oddíly revolučních Francouzů, vedenými generálem (a později císařem) Napoleonem Bonapartem, jenž později svěřil království (Neapol) svému bratrovi Josefovi a konečně svému švagrovi maršálu Muratovi. Roku 1815, po Muratově porážce v Neapolské válce, se Neapol vrátila do rukou Bourbonů.
V roce 1860 bylo Království obojí Sicílie dobyto Tisícovkou Giuseppa Garibaldiho a připojeno k Italskému království.
Roku 1973 vypukla ve městě vlivem špatných hygienických podmínek epidemie cholery, během níž zemřelo 30 osob. V roce 2008 Neapol smutně proslula tzv. odpadkovou krizí, když vedení města ani vyšší státní úřady nebyly dlouhodobě schopny pro nedostatek kapacit skládek a spaloven zajistit odvoz odpadků, které se tak hromadily v ulicích.

## Město, památky a zajímavá místa

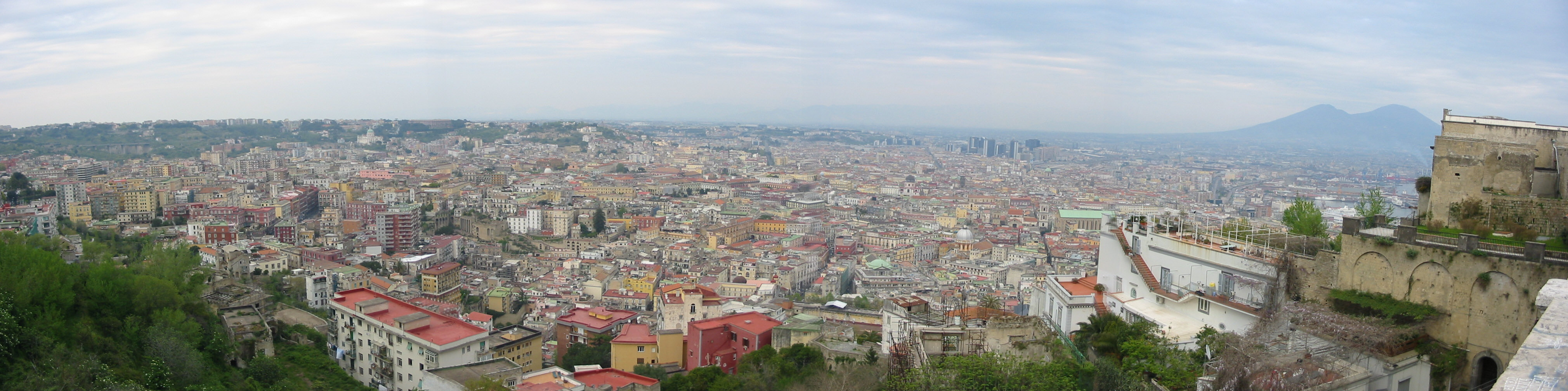
Panorama

Neapol je častým cílem turistů jako výchozí bod pro návštěvu pamětihodností v okolí, jako je např. Vesuv, Pompeje, Královská rezidence Caserta, ostrovy Capri, Ischia či pobřeží Amalfitana. Ale i město samotné je bohaté na rozsáhlé umělecké a architektonické dědictví a bylo v posledních letech vyhledávané i díky každoročnímu květnu pamětihodností (Maggio dei Monumenti) a dalším turistickým a kulturním aktivitám.

### Historické paláce a muzea

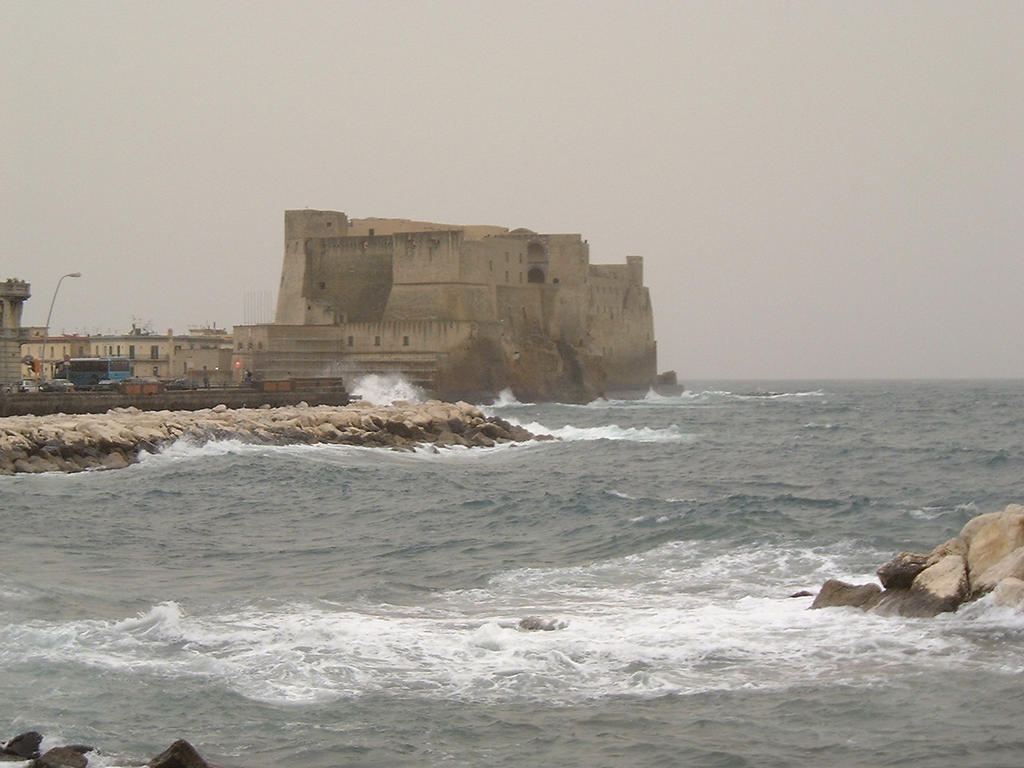
Castel dell'Ovo

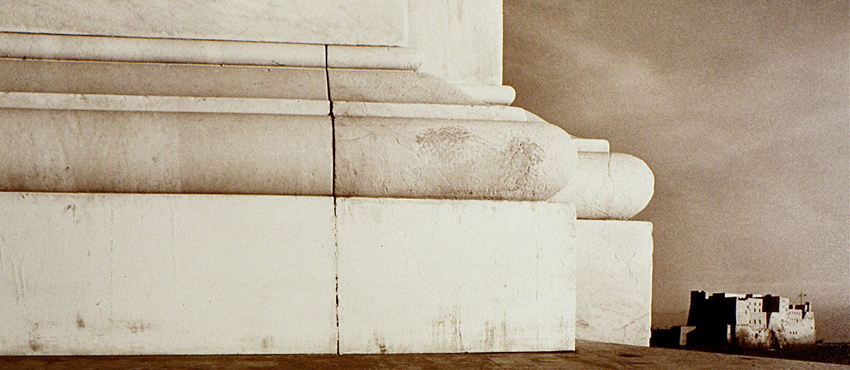
Castel dell'Ovo – Augusto De Luca

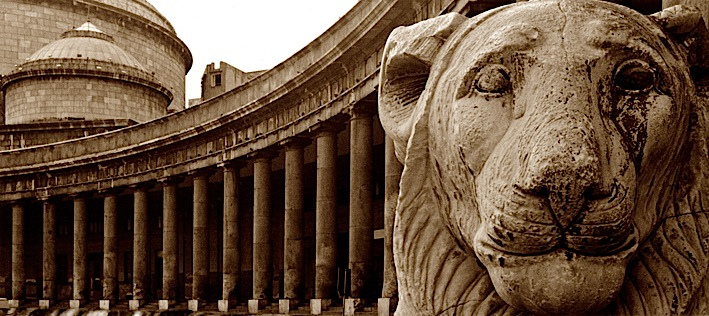
Piazza del Plebiscito – Augusto De Luca

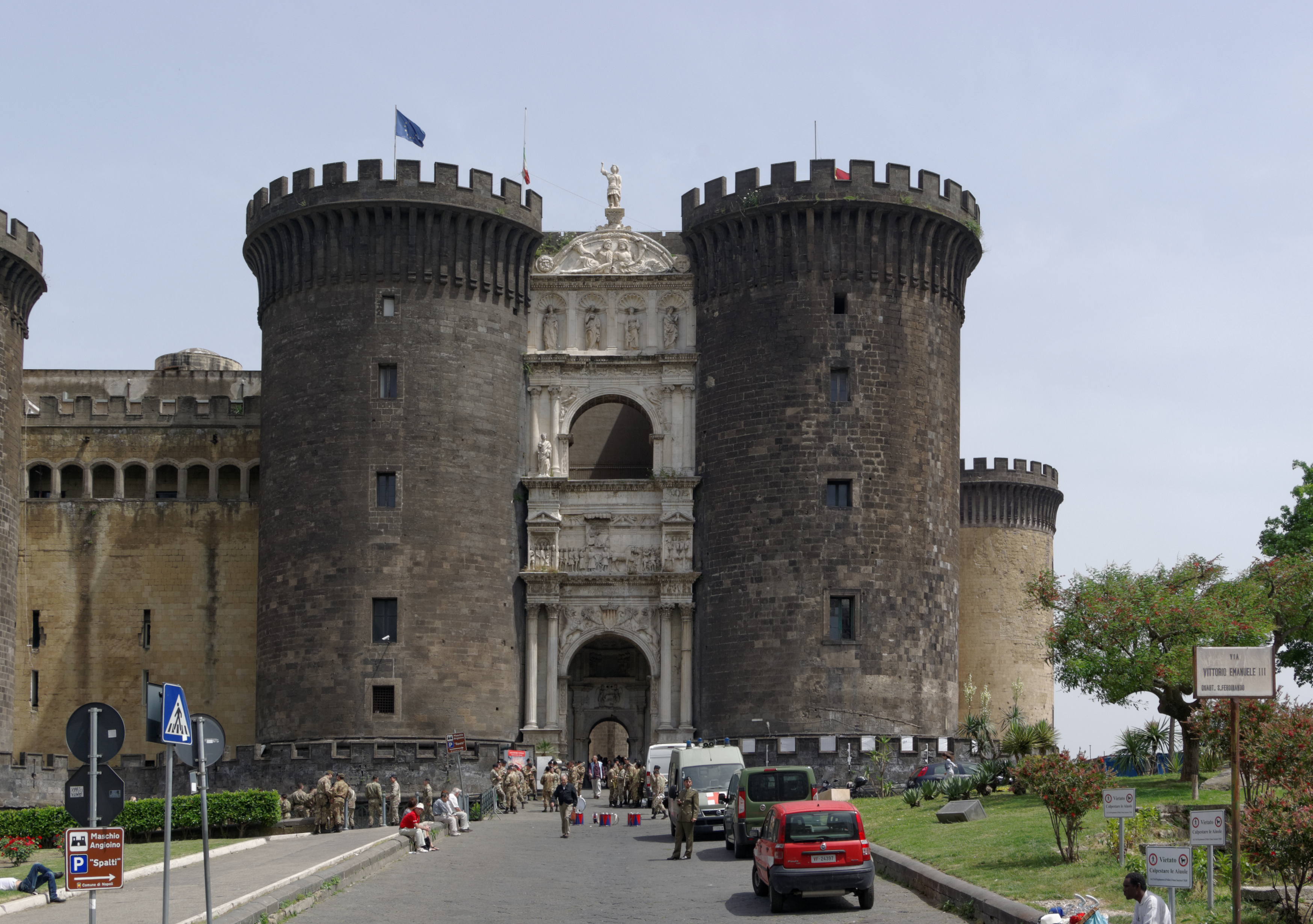
Castel Nuovo

Neapol je proslulá svými hrady. Stojí tu Castel dell'Ovo („Hrad vejce“), jenž je součástí slavného panoramatu zálivu; dále Kapujský hrad, vystavěný Vilémem I. Zlým na východním konci bývalé hlavní starověké východo-západní komunikace (decumanus, Via Decumana) – dnes ulice Via dei Tribunali; také Castel Nuovo („Nový hrad“), jenž vévodí Radničnímu náměstí (Piazza del Municipio) a konečně Castel Sant'Elmo („Hrad sv. Eliáše“), tyčící se nad městem na vrcholku kopce Vomero společně s kartouzou sv. Martina.
Castel dell'Ovo – své jméno odvozuje od středověké pověsti, jež říká, že antický básník Vergilius byl mimo jiné i velkým kouzelníkem a vlastnil čarovné vejce. To prý ukryl do základů stavby a ve chvíli, kdy by bylo rozbito, hrad by se zřítil a městu by to přineslo zkázu. Jádro nejstaršího osídlení zde založili v 6. století př. n. l. řečtí osadníci z ostrova Rhodu, kteří své obchodní osadě dali jméno Parthenopé (viz výše). Později v 1. století n. l. zde římský konzul L. L. Lucullus zbudoval výstavnou villu (pozdější Castellum Lucullanum), kterou v 1. pol. 5. století n. l. opevnil císař Valentinianus III. Roku 476 sem byl vykázán na dožití sesazený poslední císař římský, Romulus Augustus, jenž tu o několik let později zemřel. Po různých peripetiích byl ve 12. století Normany postaven středověký hrad, později přestavěný aragonskými panovníky. V současnosti se tu konají výstavy a sympozia; vstup pro veřejnost je volný. Velmi působivá je rybářská vesnice, která vyrůstá na základech budovy.
Kapujský hrad (Castel Capuano) byl postaven v roce 1153 Vilémem I. Sicilským, a i když byl zamýšlen jako královské sídlo, zažil jen velmi málo dvorního dění. Tehdejší Sicilské království mělo totiž své hlavní město v Palermu. Římskoněmecký král a císař, Fridrich II. Štaufský se často v Neapoli zdržoval a hradu, strategicky umístěnému na hlavní přístupové cestě do města, věnoval svou péči. Po příchodu vládců z aragonské dynastie byla Kapujská brána umístěna přímo před Kapujský hrad. Ta dnešní, renesanční, byla postavena nedaleko sochy krále Ferdinanda Aragonského, díla mistra Giuliana da Maiano. Za vlády španělského místokrále Dona Pedra z Toleda, byly s hradem spojeny královské soudní budovy. Na dalších 500 let se jméno Kapujského hradu stalo synonymem soudního dvora. Teprve před několika lety začalo stěhování soudu do moderních mrakodrapů Řídícího centra (Centro direzionale), obchodně-kancelářského okrsku, zbudovaného východně od starého centra města.
Hrad Maschio Angioino (správněji Castel Nuovo) byl zbudován mezi lety 1279–1282 Karlem I. z Anjou, který jej určil za hlavní palác své dynastie. Za dob jeho vnuka Roberta Moudrého tam pobývali mimo jiné i básníci Francesco Petrarca a Giovanni Boccaccio. Po aragonském vpádu byl za krále Alfonse I. (Alfons V. coby král aragonský) hrad zcela přestavěn dle projektu katalánského architekta Guglielma Sagrery ve stylu tehdy oblíbeného kastelu. Ze staré stavby zbyla pouze kaple sv. Barbory. Mramorový vítězný oblouk mezi středovou a rohovou věží byl postaven v polovině 15. století Francescem Lauranou jako připomínka proslulého vstupu Alfonse I. do města 26. února 1443. Vodní příkop, dnes vysušený, podle jedné pověsti prý hostil krokodýla, který žral nešťastníky zavřené v kobkách hradu, a dodnes se proto nazývá „Krokodýlí příkop“. Monumentální „Sál baronů“, kde se dnes konají schůze městské rady, býval také ústřední místností hradu. Název připomíná, že v roce 1487 zde byli uvězněni baroni, kteří se spikli proti Ferdinandovi Aragonskému. Dnes zde sídlí Městské muzeum. V jeho hlavním sále v prosinci 1294 abdikoval papež Celestin V. a tam byl také zvolen jeho nástupce Bonifác VIII., který mu však nedovolil z paláce odejít.

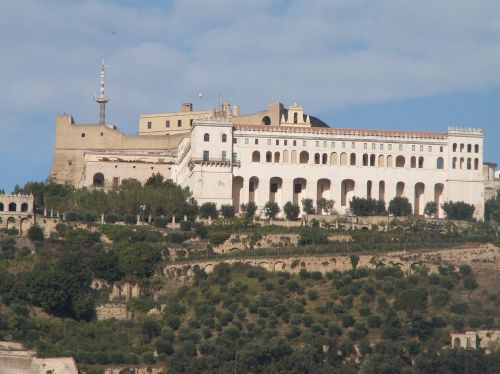
Kartouza (klášter) sv. Martina; v pozadí je Hrad sv. Eliáše (Castel Sant'Elmo)

Hrad sv. Eliáše (dříve zvaný Belforte) na vrcholku kopce Vomero pochází z doby okolo roku 1275, kdy dal podnět k jeho stavbě Karel z Anjou. Zcela přestavěn byl v letech 1538–1546 místokrálem Pedrem z Toleda, jenž ale zachoval jeho hvězdicový půdorys. Hrad byl dějištěm posledního zoufalého odporu zastánců Parthenopské republiky proti Bourbonům v roce 1799. Dnes je, díky své prostornosti, impozantnosti a výhledu na panoráma města dějištěm různých mezinárodních akcí.
Královský palác byl opěrným bodem neapolské moci od r. 1600 do r. 1946. Vystavěn byl z vůle místokrále Fernanda Ruíze de Castra, pod vedením architekta Domenica Fontany a několikrát přebudován dalšími vládci. Sály jsou přepychově zařízené a zdobené freskami v různých stylech. Obzvláště nádherné je mramorové „Schodiště cti“. Exotická zahrada byla vysazena roku 1841. Průčelí bylo na konci 19. stol. obohaceno o veliké sochy vládců Neapole: Roger II. Sicilský, císař Fridrich II. Štaufský, Karel I. z Anjou, Alfons V. Aragonský, císař Karel V., Karel III. Španělský, Joachim Murat, Viktor Emanuel II. Savojský.
Královská rezidence Capodimonte byla postavena za vlády Karla III. v 18. století v již předtím existujícím loveckém revíru na stejnojmenném pahorku. Zde pobývali Ferdinand IV. a Joachim Murat; v roce 1950 byla budova věnována Národnímu muzeu, jak bylo původně zamýšleno. Nacházejí se zde díla od Michelangela, Rafaella, Botticelliho, Caravaggia a Tiziana, stejně jako významná sbírka porcelánu. Rozsáhlý park, který dokola obklopuje palác, je považován za zelené plíce města a zároveň je oblíbeným cílem místních rodin o víkendech.
Národní archeologické muzeum v Neapoli, původně Bourbonské královské muzeum, bylo nejdříve zamýšleno na pahorku Capodimonte jako výstavní síň pro sbírku tzv. farnesiánských mramorů (tj. římských soch – kopií řeckých bronzových originálů – sesbíraných během věků šlechtickým rodem Farnese), jež Karel III. zdědil po své matce Alžbětě. Při objevu měst zasypaných výbuchem Vesuvu, Pompejí a Herculanea, přimělo velké množství zachráněných nálezů a pozůstatků výbuchu panovníka k vytvoření tzv. Muzea posledního odpočinku v Largo delle Pigne, v budově ze 17. stol. (dříve sloužící jako kasárny kavalerie a poté dočasně jako sídlo Neapolské univerzity). Adaptační práce se protáhly až do roku 1818 a byl to tedy až Ferdinand IV. (I.), kdo muzeum poprvé spatřil v celé kráse. V současnosti obsahuje tři rozsáhlé kolekce předmětů: krom zmíněných farnesiánských mramorů a artefaktů vykopaných v Pompejích a Herkulaneu i jednu z nejvýznamnějších egyptských sbírek, včetně několika velmi dobře zachovalých mumií. Muzeum je považováno za vůbec nejvýznamnější archeologické muzeum v Evropě.

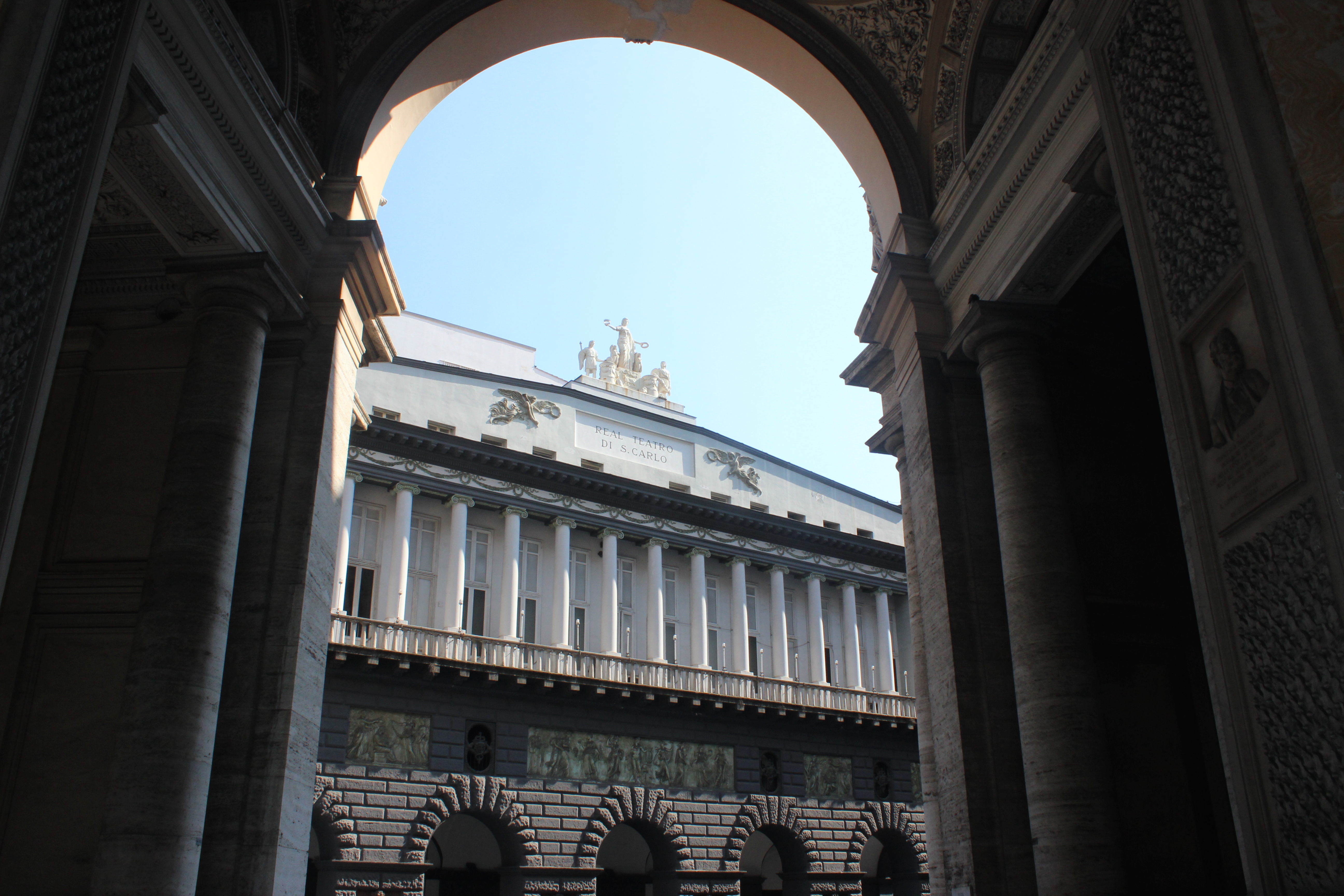
Divadlo sv. Karla (San Carlo)

Teatro San Carlo (Divadlo sv. Karla), slavnostně otevřené 4. listopadu 1737 je dnes nejstarší činnou operní scénou v Evropě. Mezi umělecké šéfy divadla patřili např. skladatelé Gioacchino Rossini a Gaetano Donizetti. Svými rozměry a celkovým pojetím se stalo prototypem všech ostatních operních divadel. V roce 1816 muselo být v důsledku požáru restaurováno a částečně přestavěno v klasicistním stylu (zejména průčelí a dvorana). Právě kolem tohoto divadla se utvořila celoevropsky proslulá neapolská operní škola, jejíž členové zformovali žánr opery tak, jak ho známe dnes.

### Další význačné stavby

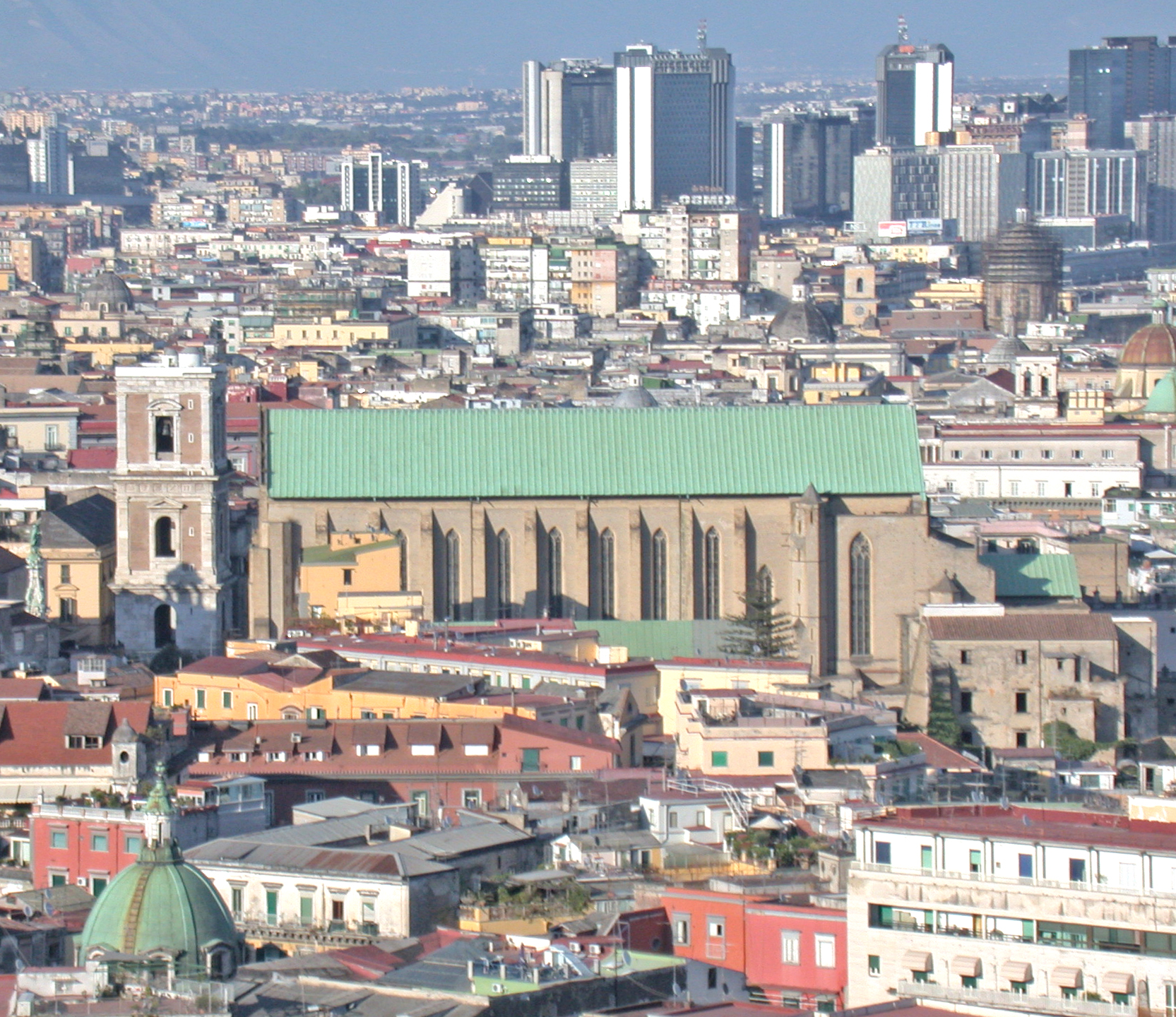
Pohled na klášter sv. Kláry z vrcholu Vomero od kartouzy sv. Martina

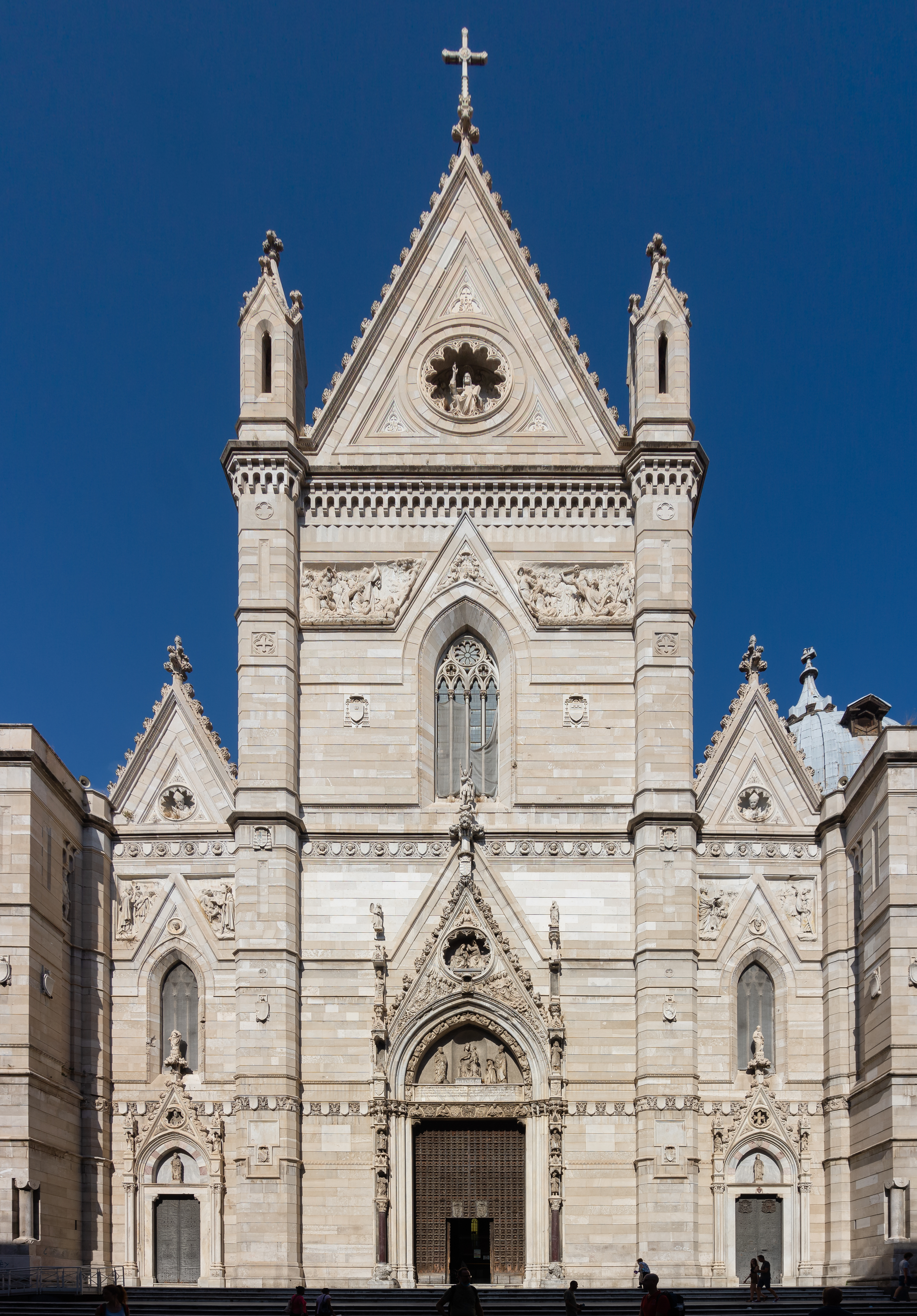
Neapolský dóm

Díváme-li se na město z výšky, první věc, které si určitě všimnete je velký počet kopulí a křížů, které svědčí o množství kostelů. Neapol 18. stol. bývala označována jako „la città dalle 500 cupole“ (město pěti set věží). Nicméně i dnes je situace taková, že město má největší počet sakrálních staveb na světě.
Mezi hlavní se počítá klášter sv. Kláry, v samém srdci historického centra města, postaveného v letech 1310 až 1340 z vůle Roberta z Anjou. Na původních gotických základech byla v 17. stol. provedena barokní přestavba, než byla stavba v roce 1943 téměř úplně zničená při masivních náletech Spojenců a celkově restaurována ve své původní gotické podobě. Interiér, jenž hluboce zapůsobí svou prostorností a prostotou, obsahuje hrob krále Roberta za hlavním oltářem a mezi pohřbenými v kapli jsou také hroby královny Marie Kristýny Savojské a národního hrdiny Salva d’Acquisto.
Značné umělecké hodnoty je majolikový ambit Klarisek, zahrada ohraničená arkádou nově vyzdobená barevnými majolikovými dlaždicemi z 18. stol.
Nový kostel Páně (je tak nazýván, aby byl odlišen od Starého kostela Páně) je umístěn na stejnojmenném náměstí, v blízkosti sv. Kláry. Slavnostně vysvěcen roku 1597, byla požadována jezuity a postavena na místě, kde se již nacházel palác Sanseverino knížete ze Salerna. V čistém barokním slohu, je bohatě zdobený interiér se zlatým štukováním, sochy a freska (většina z nich je od mistra Belisaria Corenzia). Je zde vzdána pocta mnohým světcům, mezi nimi např. sv. Ignác z Loyoly a Josef Moscati. Průčelí, které patřilo původnímu paláci, je vyvedeno technikou piperno, s kvádry ve formě diamantu, jenž o tři desítky let předešel přibližně stejný ferrarský Diamantový palác.
Neapolský dóm je stavba největší důležitosti na historické mapě. Na jeho místě dříve pravděpodobně stával chrám boha Apollóna, a první katedrála byla realizována za císaře Konstantina ve 4. století. Samotný dóm byl postaven za vlády Anjouovců, ale byl postupně přetvářen během staletí a to až do bodu, kdy byl souborem mnoha rozličných slohů: novogotické průčelí zkonstruované v 19. století, portály v květnaté gotice, interiéry jsou z velké části barokní: zejména Cappella del Tesoro (kaple Pokladů) je v čistém slohu napoletánského baroka. Střed kostela, kaple, ukrývá bronzovou sochu sv. Januária a 51 stříbrných soch „spolupatronů“. Zmíněný poklad je tvořen z rozličných darů od panovníků a bohatých věřících, mezi nimiž dominuje stříbrná mitra od Mattea Tregliy posázená drahokamy. V Kapli je také přechovávána lebka světce a především nádobka obsahující jeho krev, nejznámější „zázračný“ předmět.
Kostel sv. Dominika je též dílem vrstvení stylů: postaven v letech 1283–1324 za vlády Karla II. z Anjou, pak po několika rozvratech a zmatcích v 17. století restaurován v barokním slohu, ale v 19. stol. byla snaha vtisknout kostelu jeho původní gotickou podobu. V Cappellone del Crocifisso (Kaple ukřižování) je schována právě (ovšem) stůl ze 13. století zobrazující krucifix, který podle pověsti promluvil k Tomáši Akvinskému, tehdy již studentem teologie v přilehlém klášteře, v té době Universitě. Sakristie je vyzdobená freskami s motivem vítězství řádu dominikánů (jenž přebýval právě v tomto chrámu) od Francesca Solimeny a také jsou zde pochováni panovníci a urození z aragonské dynastie.

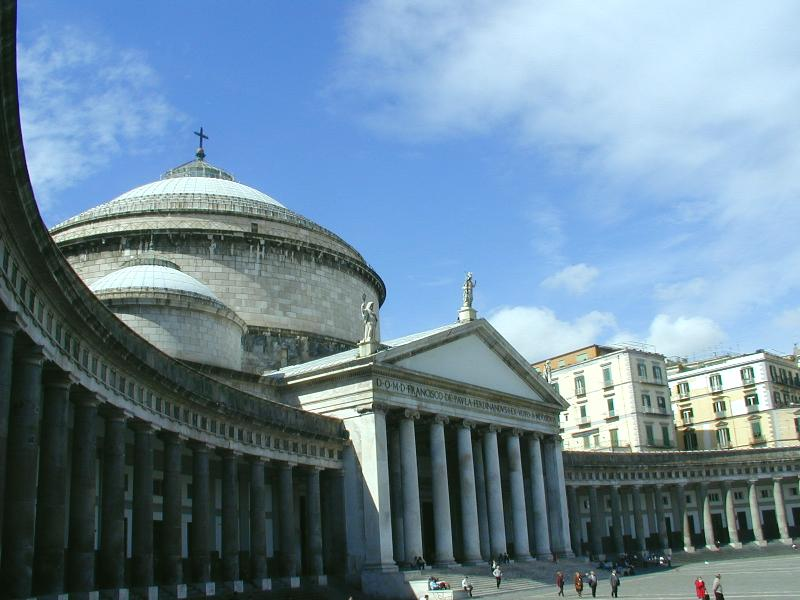
Bazilika svatého Františka z Pauly

Bazilika svatého Františka z Pauly (San Francesco di Paola) leží na náměstí Piazza del Plebiscito naproti Královského paláce. Jde o stavbu z počátku 19. století (dokončen 1816), která se podobá římskému Pantheonu.
Cappella Sansevero byla pravděpodobně postavena Giovanem Franceskem di Sangro vévodou z Torremaggiore roku 1590 a následně určena jeho vnukem Alessandrem k umístění hrobů rodiny San Severo. Mezi nepřeberným množstvím významných soch, v letech 1744 až cca 1770 od Raimonda di Sangro, VII. knížetem z Sansevera, se vyjímají zejména La Pudicizia (Cudnost) od Antonia Corradiniho, pro svou smyslnost, a známé dílo Zahalený Kristus (Cristo Velato) od Giuseppa Sanmartina z r. 1753 v němž se ukázala schopnost uměleckého ztvárnění efektu splývajícího mramorového roucha na těle Krista: dílo lákalo Canovu při jeho neapolském pobytu, tak mocně, že se pokoušel je koupit, nicméně marně. Před několika lety, neapolská novinářka Clara Miccinelli v jistém neapolském notářském archivu vystopovala smlouvu, kterou kníže di Sansevero uzavřel se sochařem, z níž jasně vyplývá, že plátěné roucho vytvořil kníže procesem mramorování tkaniny jím vynalezeným. Sammartino, jenž vytesal Krista, měl za úkol dočistit roucho, broušením a leštěním. Viz knihu: Clara Miccinelli: Il tesoro del Principe di Sansevero – Ed. SEN 1984.

## Vývoj počtu obyvatel
Počet obyvatel (v tis.)

## Kultura v Neapoli
V Neapoli sídlí významné kulturní instituce jako Muzeum a národní galerie Capodimonte nebo Národní archeologické muzeum.

### Fotografie v Neapoli
Fotografové zachycovali pohledy na Sorrento, Capri a archeologicky proslavené lokality jako jsou Pompeje nebo Agrigento, ale také výjevy všedního života ve městě s velkými kontrasty mezi chudobou a bohatstvím. Do konce 19. století zde působili umělci jako například Calvert Richard Jones, Firmin Eugène Le Dien, Gustave Le Gray, George Wilson Bridges, Giorgio Sommer, Giuseppe Incorpora nebo Luigi Sacchi.

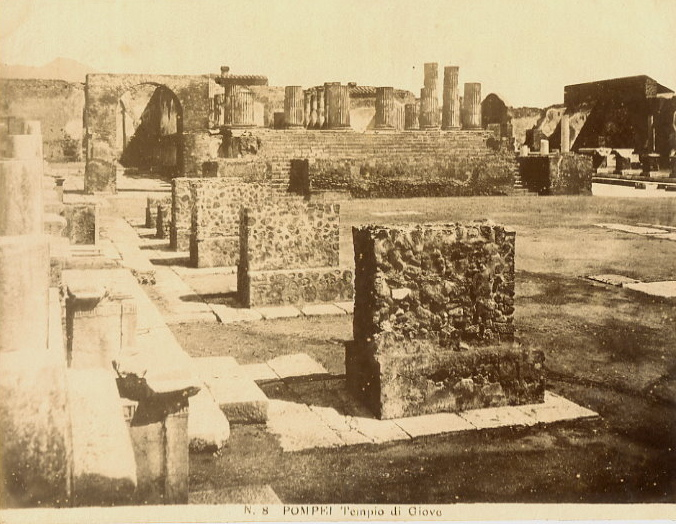
Giorgio Sommer: Pompeje, Tempio di Giove
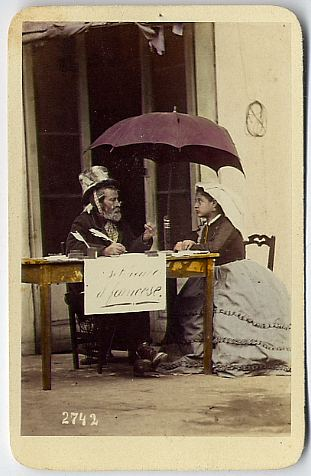
Giorgio Sommer: Pouliční písař nebo Překládej do francouzštiny (někdy je za autora považován Carlo Naya, jindy anonym)
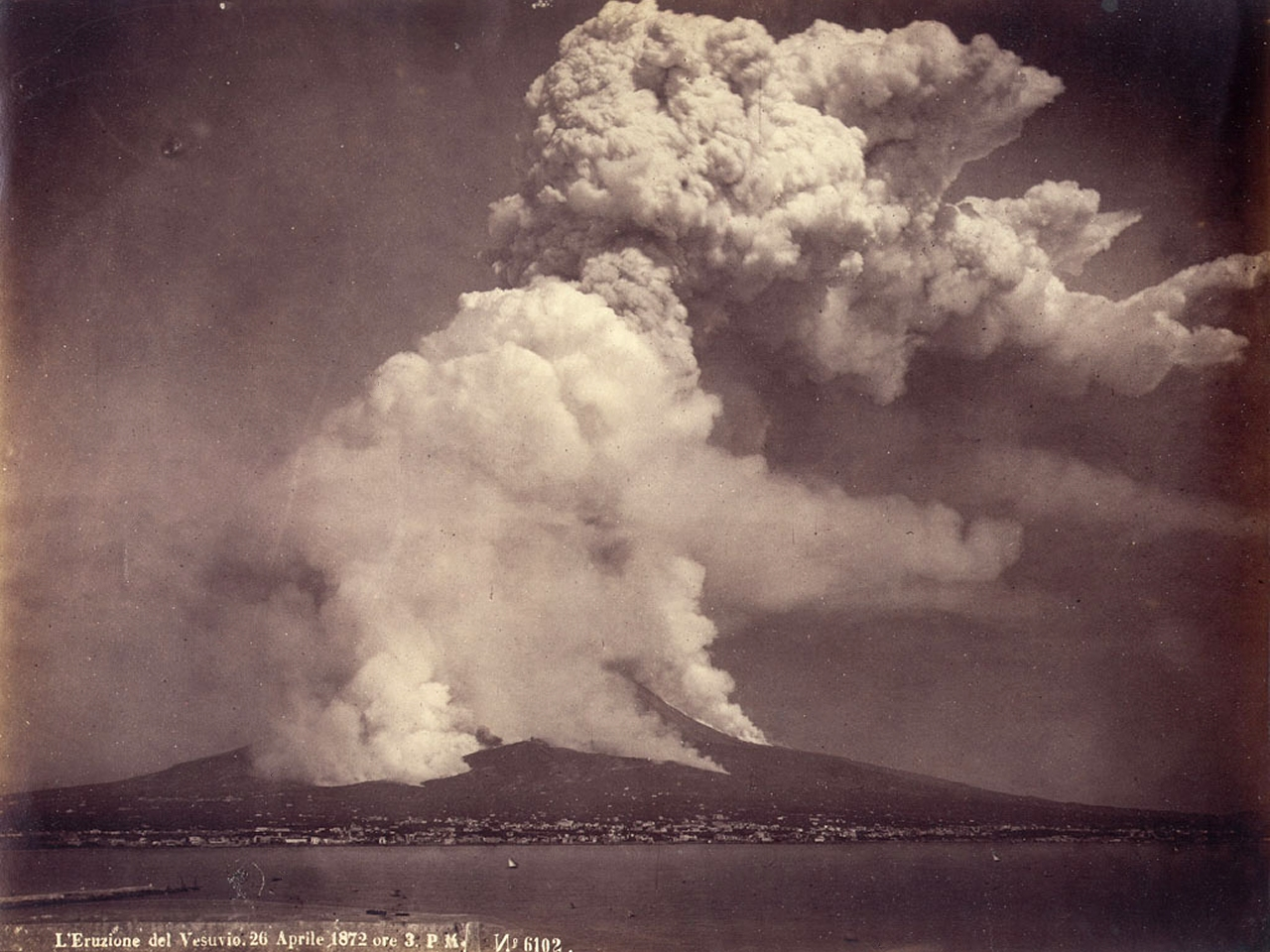
Giorgio Sommer: Erupce Vesuvu 26. dubna 1872

## Známí rodáci
- Giambattista Vico (1668–1744), filosof, historik a právník
- Domenico Scarlatti (1685–1757), varhaník, cembalista, sbormistr, kapelník a hudební skladatel
- Ferdinand I. Neapolsko-Sicilský (1751–1825), Král Obojí Sicílie od roku 1816 až do své smrti
- Viktor Emanuel III. (1869–1947), italský král v letech 1900–1946, císař habešský v letech 1936–1941 a poslední král Albánců 1939–1943
- Giorgio Napolitano (* 1925), prezident Italské republiky v letech 2006–2015
- Bud Spencer (1929–2016), herec
- Viktor Emanuel Savojský (1937–2024), syn posledního italského krále Umberta II.
- Riccardo Muti (* 1941), dirigent
- Valeria Golinová (* 1966), herečka
- Paolo Sorrentino (* 1970), filmový režisér, scenárista a herec
- Fabio Cannavaro (* 1973), bývalý fotbalový obránce, trenér, držitel Zlatého míče za rok 2006

## Partnerská města
- Atény, Řecko
- Baku, Ázerbájdžán
- Budapešť, Maďarsko
- Călărași, Rumunsko
- Gafsa, Tunisko
- İzmir, Turecko
- Kagošima, Japonsko
- Kalkata, Indie
- Kutaisi, Gruzie
- Náblus, Stát Palestina
- Nosy Be, Madagaskar
- Palma de Mallorca, Španělsko
- Santiago de Cuba, Kuba
- Sarajevo, Bosna a Hercegovina
- Sighetu Marmației, Rumunsko
- Tripolis, Libanon